# 馬爾欣湖

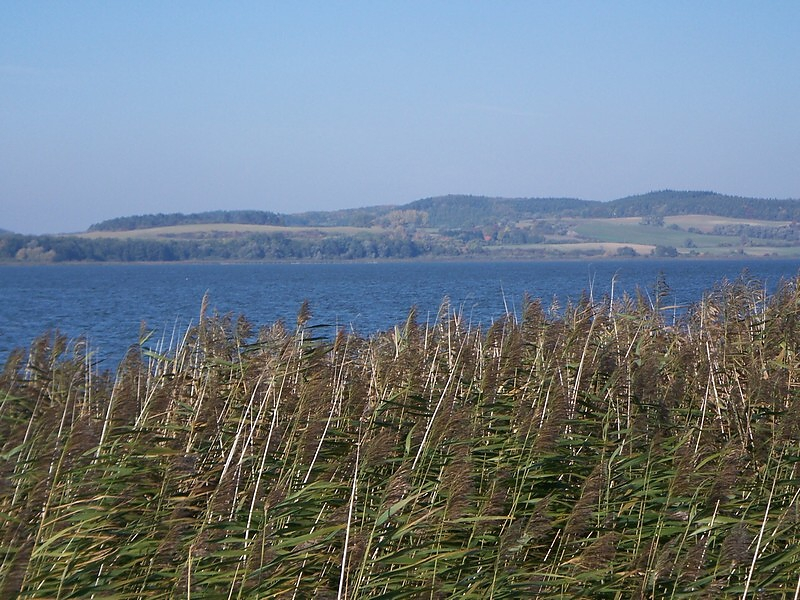

53°41′39″N 12°38′3″E / 53.69417°N 12.63417°E
馬爾欣湖（德語：Malchiner See），是德國的湖泊，位於該國東北部，由梅克倫堡-前波美拉尼亞州負責管轄，處於梅克倫堡湖區縣，長8.5公里、寬2.4公里，面積14平方公里，海拔高度0.8米，平均水深2.5米，最大水深10米，水體容量3,531萬立方米，湖岸線長度23公里。